# Психоневрологический диспансер
Психоневрологи́ческий диспансе́р, сокращённо психдиспансе́р, аббр. ПНД, — тип лечебно-профилактических медицинских учреждений (диспансеров) в СССР, России и странах СНГ, предназначенный для обслуживания пациентов с психическими расстройствами во внебольничных условиях.

## Психоневрологические диспансеры по странам

### Психоневрологические диспансеры России
Психоневрологические диспансеры России оказывают специализированную психиатрическую, психотерапевтическую и социальную помощь населению. Врачи психоневрологического диспансера осуществляют лечебно-консультативный приём при добровольном обращении лица. Социальные работники психоневрологических диспансеров также могут помогать в поиске работы пациентам, страдающих психическими расстройствами. Помимо этого, сотрудниками диспансера может оказываться юридическая и социально-правовая помощь психически больным, а также проводиться судебно-психиатрическая экспертиза и экспертизы нетрудоспособности. Согласно статье № 27 российского Закона о психиатрической помощи, диспансерное наблюдение со стороны психоневрологического диспансера может устанавливаться за лицом, «страдающим хроническим и затяжным психическим расстройством с тяжёлыми стойкими или часто обостряющимися болезненными проявлениями». Диспансерное наблюдение влечёт за собой определённые ограничения для лиц с психическими расстройствами и может служить причиной отказа в выдаче разрешения на ношение оружия и/или выдаче водительских прав.
В городах с малой численностью населения и в сельских поселениях, где по существующим нормативам нельзя организовать психоневрологический диспансер, создаются психиатрические кабинеты (в составе общих поликлиник).
Психиатрический учёт больных с установленным диагнозом психического расстройства осуществлялся психоневрологическими диспансерами в СССР и РСФСР c 1964 года, но в начале 1990-х приказ СССР «Об обязательном учёте…» был отменён Минздравом РФ. Таким образом, учёт лиц с психическими расстройствами больше не ведётся на территории России, но лечебные учреждения самостоятельно ведут реестры пациентов, страдающих психическими расстройствами, что часто приводит к различным нарушениям их прав, в том числе со стороны организаций, имеющих незаконный доступ к базам данных.

### Психоневрологические диспансеры Казахстана
Психоневрологические диспансеры в Казахстане являются юридическим лицом, самостоятельным учреждением здравоохранения, с закреплённой за ним административной территорией (районом) и финансированием за счёт государства. Диспансеры могут выступать в качестве учебной и клинической базы медицинских учебных заведений и научно-исследовательских учреждений. Психоневрологические диспансеры находится в непосредственном ведении местного органа здравоохранения.